# Lista tureckich wielkich wezyrów
Lista Wielkich Wezyrów Imperium Osmańskiego.
Wielcy wezyrowie
| Imię                                                              | Początek rządów      | Koniec rządów        | Narodowość                            |
| Alaeddin Pasza                                                    | 1320                 | 1331                 | Turek                                 |
| Nizamüddin Ahmed Pasza                                            | 1331                 | 1348                 | Turek                                 |
| Hacı Pasza                                                        | 1348                 | 1349                 | Turek                                 |
| Sinanüddin Fakih Yusuf Pasza                                      | 1349                 | 1364                 | Turek                                 |
| Çandarlı Kara Halil Hayreddin Pasza                               | 1364                 | 1387                 | Turek                                 |
| Çandarlı Ali Pasza                                                | 1387                 | 1406                 | Turek                                 |
| İmamzade Halil Pasza                                              | 1406                 | 1413                 | Turek                                 |
| Beyazıd Pasza                                                     | 1413                 | 1421                 | Turek                                 |
| Çandarlı İbrahim Pasza                                            | 1421                 | 1439                 | Turek                                 |
| Koca Mehmed Nizamüddin Pasza                                      | 1429                 | 1439                 | Turek                                 |
| Çandarlı Halil Pasza                                              | 1439                 | 1453                 | Turek (pierwszy stracony wezyr)       |
| Zagan Pasza                                                       | 1453                 | 1456                 | Grek lub Serb lub Albańczyk           |
| Veli Mahmud Pasza (pierwszy raz)                                  | 1456                 | 1466                 | Grek                                  |
| Rum Mehmed Pasza                                                  | 1466                 | 1469                 | Grek                                  |
| İshak Pasza (pierwszy raz)                                        | 1469                 | 1472                 | ?                                     |
| Veli Mahmud Pasza (drugi raz)                                     | 1472                 | 1474                 | Grek                                  |
| Gedik Ahmed Pasza                                                 | 1474                 | 1477                 | prawdopodobnie Albańczyk              |
| Karamanlı Mehmed Pasza                                            | 1477                 | 1481                 | Turek                                 |
| İshak Pasza (drugi raz)                                           | 1481                 | 1482                 | ?                                     |
| Davud Pasza                                                       | 1482                 | 1497                 | Albańczyk                             |
| Hersekli Ahmed Pasza (pierwszy raz)                               | 1497                 | 1498                 | Bośniak                               |
| Çandarlı İbrahim Pasza                                            | 1498                 | 1499                 | Turek                                 |
| Mesih Pasza                                                       | 1499                 | 1501                 | ?                                     |
| Hadim Ali Pasza (pierwszy raz)                                    | 1501                 | 1503                 | ?                                     |
| Hersekli Ahmed Pasza (drugi raz)                                  | 1503                 | 1506                 | Bośniak                               |
| Hadim Ali Pasza (drugi raz)                                       | 1506                 | 1511                 | ?                                     |
| Hersekli Ahmed Pasza (trzeci raz)                                 | 1511                 | 1511                 | Bośniak                               |
| Koca Mustafa Pasza                                                | 1511                 | 1512                 | Grek                                  |
| Hersekli Ahmed Pasza (czwarty raz)                                | 1512                 | 28 listopada 1514    | Bośniak                               |
| Dukakinoğlu Ahmed Pasza                                           | 18 grudnia 1514      | 8 września 1515      | Albańczyk                             |
| Hersekli Ahmed Pasza (piąty raz)                                  | 8 września 1515      | 26 kwietnia 1516     | Bośniak                               |
| Hadim Sinan Pasza                                                 | 26 kwietnia 1516     | 22 stycznia 1517     | ?                                     |
| Yunus Pasza                                                       | 22 stycznia 1517     | 13 września 1517     | ?                                     |
| Piri Mehmed Pasza                                                 | 25 stycznia 1518     | 27 czerwca 1523      | ?                                     |
| Pargalı İbrahim Pasza (znany też jako Frenk İbrahim Pasza)        | 27 czerwca 1523      | 14 marca 1536        | Grek                                  |
| Ayas Mehmed Pasza                                                 | 14 marca 1536        | 13 lipca 1539        | Albańczyk                             |
| Çelebi Lütfi Pasza                                                | 13 lipca 1539        | Kwiecień 1541        | prawdopodobnie Albańczyk              |
| Hadim Süleyman Pasza                                              | Kwiecień 1541        | 28 listopada 1544    | ?                                     |
| Damat Rüstem Pasza (pierwszy raz)                                 | 28 listopada 1544    | 6 października 1553  | Chorwat                               |
| Kara Ahmed Pasza                                                  | 6 października 1553  | 29 września 1555     | Albańczyk                             |
| Damat Rüstem Pasza (drugi raz)                                    | 29 września 1555     | 10 lipca 1561        | Chorwat                               |
| Semiz Ali Pasza                                                   | 10 lipca 1561        | 28 czerwca 1565      | Albańczyk                             |
| Sokollu Mehmed Pasza                                              | 28 czerwca 1565      | 12 października 1579 | Serb lub Bośniak                      |
| Semiz Ahmed Pasza                                                 | 12 października 1579 | 28 kwietnia 1580     | Albańczyk                             |
| Lala Kara Mustafa Pasza                                           | 28 kwietnia 1580     | 7 sierpnia 1580      | Bośniak                               |
| Koca Sinan Pasza (pierwszy raz)                                   | 7 sierpnia 1580      | 6 grudnia 1582       | Albańczyk                             |
| Kanijeli Siyavuş Pasza (pierwszy raz)                             | 24 grudnia 1582      | 25 lipca 1584        | Chorwat lub Węgier                    |
| Özdemiroğlu Osman Pasza                                           | 28 lipca 1584        | 29 października 1585 | Czerkies                              |
| Hadim Mesih Pasza                                                 | 1 listopada 1585     | 14 kwietnia 1586     | ?                                     |
| Kanijeli Siyavuş Pasza (drugi raz)                                | 14 kwietnia 1586     | 2 kwietnia 1589      | Chorwat lub Węgier                    |
| Koca Sinan Pasza (drugi raz)                                      | 14 kwietnia 1589     | 1 sierpnia 1591      | Albańczyk                             |
| Serdar Ferhad Pasza (pierwszy raz)                                | 1 sierpnia 1591      | 4 kwietnia 1592      | Albańczyk                             |
| Kanijeli Siyavuş Pasza (trzeci raz)                               | 4 kwietnia 1592      | 28 stycznia 1593     | Chorwat                               |
| Koca Sinan Pasza (trzeci raz)                                     | 28 stycznia 1593     | 16 lutego 1595       | Albańczyk                             |
| Serdar Ferhad Pasza (drugi raz)                                   | 16 lutego 1595       | 7 lipca 1595         | Albańczyk                             |
| Koca Sinan Pasza (czwarty raz)                                    | 7 lipca 1595         | 19 listopada 1595    | Albańczyk                             |
| Lala Mehmed Pasza                                                 | 19 listopada 1595    | 28 listopada 1595    | ?                                     |
| Koca Sinan Pasza (piąty raz)                                      | 1 grudnia 1595       | 3 kwietnia 1596      | ?                                     |
| Damat İbrahim Pasza (pierwszy raz)                                | 4 kwietnia 1596      | 27 października 1596 | Bośniak                               |
| Cigalazade Yusuf Sinan Pasza                                      | 27 października 1596 | 5 grudnia 1596       | Włoch                                 |
| Damat İbrahim Pasza (drugi raz)                                   | 5 grudnia 1596       | 3 listopada 1597     | Bośniak                               |
| Hadim Hasan Pasza                                                 | 3 listopada 1597     | 9 kwietnia 1598      | ?                                     |
| Cerrah Mehmed Pasza                                               | 9 kwietnia 1598      | 6 stycznia 1599      | ?                                     |
| Damat İbrahim Pasza (trzeci raz)                                  | 6 stycznia 1599      | 10 lipca 1601        | Bośniak                               |
| Yemişçi Hasan Pasza                                               | 22 lipca 1601        | 4 października 1603  | Albańczyk                             |
| Malkoç Yavuz Ali Pasza                                            | 16 października 1603 | 26 lipca 1604        | Turek                                 |
| Lala Mehmed Pasza                                                 | 5 sierpnia 1604      | 21 czerwca 1606      | Bośniak                               |
| Dervish Mehmed Pasza                                              | 21 czerwca 1606      | 9 grudnia 1606       | Bośniak                               |
| Kuyucu Murad Pasza                                                | 11 grudnia 1606      | 5 sierpnia 1611      | Chorwat                               |
| Gümülcineli Damat Nasuh Pasza                                     | 5 sierpnia 1611      | 17 października 1614 | prawdopodobnie Albańczyk              |
| Öküz Kara Mehmed Pasza (pierwszy raz)                             | 17 października 1614 | 17 listopada 1616    | Turek                                 |
| Damat Halil Pasza (pierwszy raz)                                  | 17 listopada 1616    | 18 stycznia 1619     | Ormianin                              |
| Öküz Kara Mehmed Pasza (drugi raz)                                | 18 stycznia 1619     | 23 grudnia 1619      | Turek                                 |
| Güzelce Ali Pasza                                                 | 23 grudnia 1619      | 9 marca 1621         | Turek                                 |
| Ohrili Hüseyin Pasza                                              | 9 marca 1621         | 17 września 1621     | Albańczyk                             |
| Dilaver Pasza                                                     | 17 września 1621     | 20 maja 1622         | ?                                     |
| Kara Davud Pasza                                                  | 20 maja 1622         | 13 czerwca 1622      | Bośniak                               |
| Mere Hüseyin Pasza (pierwszy raz)                                 | 13 czerwca 1622      | 8 sierpnia 1622      | Albańczyk                             |
| Lefkeli Mehmed Pasza                                              | 8 sierpnia 1622      | 21 września 1622     | Turek                                 |
| Gürcü Mehmed Pasza                                                | 21 września 1622     | 5 lutego 1623        | Gruzin                                |
| Mere Hüseyin Pasza (drugi raz)                                    | 5 lutego 1623        | 30 sierpnia 1623     | Albańczyk                             |
| Kemankeş Kara Ali Pasza                                           | 30 sierpnia 1623     | 3 kwietnia 1624      | Turek                                 |
| Çerkes Mehmed Ali Pasza                                           | 3 kwietnia 1624      | 28 stycznia 1625     | Czerkies                              |
| Filibeli Hafız Ahmed Pasza (pierwszy raz)                         | 8 lutego 1625        | 1 grudnia 1626       | Turek lub Bułgar                      |
| Damat Halil Pasza (drugi raz)                                     | 1 grudnia 1626       | 6 kwietnia 1628      | Ormianin                              |
| Gazi Ekrem Hüsrev Pasza                                           | 6 kwietnia 1628      | 25 października 1631 | Bośniak                               |
| Filibeli Hafız Ahmed Pasza (drugi raz)                            | 25 października 1631 | 10 lutego 1632       | Turek lub Bułgar                      |
| Topal Recep Pasza                                                 | 10 lutego 1632       | 18 maja 1632         | Bośniak                               |
| Tabanıyassi Mehmed Pasza                                          | 18 maja 1632         | 2 lutego 1637        | prawdopodobnie Albańczyk              |
| Bayram Pasza                                                      | 2 lutego 1637        | 26 sierpnia 1638     | ?                                     |
| Tayyar Mehmed Pasza                                               | 27 sierpnia 1638     | 23 grudnia 1638      | Turek                                 |
| Kemankeş Kara Mustafa Pasza                                       | 23 grudnia 1638      | 31 stycznia 1644     | Albańczyk                             |
| Sultanzade Semiz Mehmed Pasza                                     | 31 stycznia 1644     | 17 grudnia 1645      | Turek                                 |
| Nevesinli Salih Pasza                                             | 17 grudnia 1645      | 16 września 1647     | Bośniak                               |
| Kara Musa Pasza                                                   | 16 września 1647     | 21 września 1647     | Turek                                 |
| Hezarpare Ahmed Pasza                                             | 21 września 1647     | 7 sierpnia 1648      | Grek                                  |
| Sofu Mehmed Pasza, znany też jako Mevlevi Mehmed Pasza            | 7 sierpnia 1648      | 21 maja 1649         | Turek                                 |
| Kara Dev Murad Pasza                                              | 21 maja 1649         | 5 sierpnia 1651      | ?                                     |
| Melek Ahmed Pasza                                                 | 5 sierpnia 1651      | 21 sierpnia 1651     | ?                                     |
| Abaza Siyavuş Pasza (pierwszy raz)                                | 21 sierpnia 1651     | 27 września 1651     | Abazyjczyk                            |
| Gürcü Mehmed Pasza                                                | 27 września 1651     | 20 czerwca 1652      | Gruzin                                |
| Tarhuncu Ahmed Pasza                                              | 20 czerwca 1652      | 21 marca 1653        | Albańczyk                             |
| Koca Dervish Mehmed Pasza                                         | 21 marca 1653        | 28 października 1654 | Czerkies                              |
| İpşiri Mustafa Pasza                                              | 28 października 1654 | 11 maja 1655         | Abazyjczyk                            |
| Kara Dev Murad Pasza (drugi raz)                                  | 11 maja 1655         | 19 sierpnia 1655     | Albańczyk                             |
| Ermeni Suleyman Pasza                                             | 19 sierpnia 1655     | 28 lutego 1656       | Turek                                 |
| Gazi Hüseyin Pasza, znany też jako Deli Hüseyin Pasza             | 28 lutego 1656       | 5 marca 1656         | Turek                                 |
| Zurnazen Mustafa Pasza (tylko przez 4 godziny)                    | 5 marca 1656         | 5 marca 1656         | Albańczyk                             |
| Abaza Siyavuş Pasza (drugi raz)                                   | 5 marca 1656         | 25 kwietnia 1656     | Abazyjczyk                            |
| Boynuyaralı Mehmed Pasza                                          | 26 kwietnia 1656     | 15 września 1656     | Turek                                 |
| Köprülü Mehmed Pasza                                              | 15 września 1656     | 31 października 1661 | Albańczyk                             |
| Köprülü Fazıl Ahmed Pasza                                         | 31 października 1661 | 19 października 1676 | Ojciec Albańczyk, matka Turczynka     |
| Merzifonlu Kara Mustafa Pasza                                     | 19 października 1676 | 15 grudnia 1683      | Turek                                 |
| Kara İbrahim Pasza                                                | 15 grudnia 1683      | 18 listopada 1685    | Bośniak                               |
| Sarı Süleyman Pasza                                               | 18 listopada 1685    | 18 września 1687     | Bośniak                               |
| Abaza Siyavuş Pasza (trzeci raz)                                  | 18 września 1687     | 23 lutego 1688       | Abazyjczyk                            |
| Ayaşlı İsmail Pasza                                               | 23 lutego 1688       | 2 maja 1688          | Turek                                 |
| Bekri Mustafa Pasza                                               | 30 maja 1688         | 7 listopada 1689     | Turek                                 |
| Köprülü Fazıl Mustafa Pasza                                       | 10 listopada 1689    | 19 sierpnia 1691     | Turek                                 |
| Arabacı Ali Pasza                                                 | 24 sierpnia 1691     | 21 marca 1692        | Albańczyk                             |
| Merfizonlu Hacı Ali Pasza                                         | 23 marca 1692        | 17 marca 1693        | Turek                                 |
| Bozoklu Mustafa Pasza                                             | 17 marca 1693        | Marzec 1694          | Turek                                 |
| Sürmeli Ali Pasza                                                 | 13 marca 1694        | 22 kwietnia 1695     | Grek                                  |
| Elmas Mehmed Pasza                                                | 3 maja 1695          | 11 września 1697     | Turek                                 |
| Amcazade Köprülü Hüseyin Pasza                                    | 17 września 1697     | 4 września 1702      | Turek                                 |
| Daltaban Mustafa Pasza                                            | 4 września 1702      | 24 stycznia 1703     | Serb                                  |
| Rami Mehmed Pasza                                                 | 25 stycznia. 1703    | 22 sierpnia 1703     | Turek                                 |
| Kavanoz Ahmed Pasza                                               | 22 sierpnia 1703     | 16 listopada 1703    | Rosjanin                              |
| Damat Hasan Pasza                                                 | 18 listopada 1703    | 28 września 1704     | Turek z Morei                         |
| Kalaylıkoz Hacı Ahmed Pasza                                       | Październik, 1704    | 25 grudnia 1704      | ?                                     |
| Baltacı Mehmed Pasza (pierwszy raz)                               | 25 grudnia 1704      | 3 maja 1706          | Turek                                 |
| Çorlulu Damat Ali Pasza                                           | 3 maja 1706          | 15 czerwca 1710      | Turek                                 |
| Köprülü Numan Pasza                                               | 16 czerwca 1710      | 17 sierpnia 1710     | Turek                                 |
| Baltacı Mehmed Pasza (drugi raz)                                  | 18 sierpnia 1710     | 20 listopada 1711    | Turek                                 |
| Ağa Yusuf Pasza                                                   | 20 listopada 1711    | 11 listopada 1712    | ?                                     |
| Silahdar Süleyman Pasza                                           | 12 listopada 1712    | 6 kwietnia 1713      | ?                                     |
| Hoca İbrahim Pasza                                                | 6 kwietnia 1713      | 7 kwietnia 1713      | ?                                     |
| Silahdar Damat Ali Pasza                                          | 27 kwietnia 1713     | 5 sierpnia 1716      | ?                                     |
| Hacı Halil Pasza                                                  | 21 sierpnia 1716     | Październik 1717     | Albańczyk                             |
| Nişancı Mehmed Pasza                                              | Październik 1717     | 9 maja 1718          | ?                                     |
| Nevşehirli Damat İbrahim Pasza                                    | 9 maja 1718          | 16 października 1730 | Turek                                 |
| Silahdar Damat Mehmed Pasza                                       | 16 października 1730 | 23 stycznia 1731     | ?                                     |
| Kabakulak İbrahim Pasza                                           | 23 stycznia 1731     | 11 września 1731     | ?                                     |
| Topal Osman Pasza                                                 | 21 września 1731     | 12 marca 1732        | Turek                                 |
| Hekimoğlu Ali Pasza (pierwszy raz)                                | 12 marca 1732        | 14 lipca 1735        | Ojciec Wenecjanin, matka Turczynka    |
| Gürcü İsmail Pasza                                                | 14 lipca 1735        | 25 grudnia 1735      | Gruzin                                |
| Silahdar Seyyid Mehmed Pasza                                      | 10 stycznia 1736     | 5 sierpnia 1737      | Turek                                 |
| Muhsinzade Abdullah Pasza                                         | 22 sierpnia 1737     | 19 grudnia 1737      | Turek z Aleppo                        |
| Yeğen Mehmed Pasza                                                | 3 grudnia 1737       | 23 marca 1739        | Turek                                 |
| Hacı İvaz Mehmed Pasza                                            | 17 marca 1739        | 23 czerwca 1740      | Albańczyk                             |
| Nişancı Hacı Ahmed Pasza                                          | 22 lipca 1740        | 7 kwietnia 1742      | ?                                     |
| Hekimoğlu Ali Pasza (drugi raz)                                   | 21 kwietnia 1742     | 4 października 1742  | Ojciec Wenecjanin, matka Turczynka    |
| Seyyid Hasan Pasza                                                | 4 października 1742  | 10 sierpnia 1746     | Turek                                 |
| Tiryaki Hacı Mehmed Pasza                                         | 11 sierpnia 1746     | 24 sierpnia 1747     | Turek                                 |
| Seyyid Abdullah Pasza                                             | 24 sierpnia 1747     | 2 stycznia 1750      | Turek                                 |
| Divitdar Mehmed Pasza                                             | 9 stycznia 1750      | 1 lipca 1752         | Turek                                 |
| Köse Bahir Mustafa Pasza (pierwszy raz)                           | 1 lipca 1752         | 16 lutego 1755       | Turek                                 |
| Hekimoğlu Ali Pasza (trzeci raz)                                  | 16 lutego 1755       | 19 maja 1755         | Ojciec Wenecjanin, matka Turczynka    |
| Naili Abdullah Pasza                                              | 19 maja 1755         | 24 sierpnia 1755     | Turek                                 |
| Nişancı Ali Pasza                                                 | 24 sierpnia 1755     | 23 października 1755 | Albańczyk                             |
| Yirmisekizzade Mehmed Said Pasza                                  | 24 października 1755 | 1 kwietnia 1756      | Turek                                 |
| Köse Bahir Mustafa Pasza (drugi raz)                              | 30 kwietnia 1756     | 3 grudnia 1756       | Turek                                 |
| Koca Mehmed Ragıp Pasza                                           | 12 stycznia 1757     | 8 kwietnia 1763      | Turek                                 |
| Tevkii Hamza Hamid Pasza                                          | 11 kwietnia 1763     | 29 września 1763     | Turek                                 |
| Köse Bahir Mustafa Pasza (trzeci raz)                             | 29 września 1763     | 30 marca 1765        | Turek                                 |
| Muhsinzade Mehmed Pasza (pierwszy raz)                            | 30 marca 1765        | 7 sierpnia 1768      | Turek, syn Muhsinzada Abdullaha Paszy |
| Silahdar Hamza Mahir Pasza                                        | 7 sierpnia 1768      | 20 października 1768 | Turek                                 |
| Yağlıkçızade Mehmed Emin Pasza                                    | Październik 1768     | 12 sierpnia 1769     | Turek                                 |
| Moldovancı Ali Pasza                                              | 12 sierpnia 1769     | 12 grudnia 1769      | Turek                                 |
| İvazzade Halil Pasza                                              | 13 grudnia 1769      | 25 grudnia 1770      | Turek, syn İvaza Mehmeda Paszy        |
| Silahdar Mehmed Pasza                                             | 25 grudnia 1770      | 11 grudnia 1771      | Turek                                 |
| Muhsinzade Mehmed Pasza (drugi raz)                               | Grudzień 1771        | 6 sierpnia 1773      | Turek                                 |
| İzzet Mehmed Pasza (pierwszy raz)                                 | 11 sierpnia 1773     | 7 lipca 1775         | Turek                                 |
| Moralı Dervish Mehmed Pasza                                       | 7 lipca 1775         | 5 stycznia 1777      | Turek                                 |
| Darendeli Cebecizade Mehmed Pasza                                 | 5 stycznia 1777      | 1 września 1778      | Turek                                 |
| Kalafat Mehmed Pasza                                              | 1 września 1778      | 22 sierpnia 1779     | Bułgar                                |
| Silahdar Seyyid Mehmed Pasza lub Karavezir Seyyid Mehmed Pasza    | Sierpień, 1779       | 20 lutego 1781       | Turek                                 |
| İzzet Mehmed Pasza (drugi raz)                                    | 20 lutego 1781       | 25 sierpnia 1782     | Turek                                 |
| Yeğen Hacı Mehmed Pasza                                           | 25 sierpnia 1782     | 31 grudnia 1782      | Turek                                 |
| Halil Hamid Pasza                                                 | 31 grudnia 1782      | 30 kwietnia 1785     | Turek                                 |
| Şahin Ali Pasza                                                   | 30 kwietnia 1785     | 25 stycznia 1786     | prawdopodobnie Gruzin                 |
| Koca Yusuf Pasza (pierwszy raz)                                   | 25 stycznia 1786     | 28 maja 1789         | Gruzin                                |
| Cenaze Hasan Pasza lub Meyyit Hasan Pasza                         | 28 maja 1789         | 2 stycznia 1790      | Czerkies                              |
| Cezayirli Gazi Hasan Pasza                                        | 30 stycznia 1790     | 2 marca 1790         | Turek                                 |
| Çelebizade Şerif Hasan Pasza                                      | 16 kwietnia 1790     | 12 lutego 1791       | Turek                                 |
| Koca Yusuf Pasza (drugi raz)                                      | 12 lutego 1791       | 1792                 | Gruzin                                |
| Damat Melek Mehmed Pasza                                          | 1792                 | 21 października 1794 | Bośniak                               |
| İzzet Mehmed Pasza (trzeci raz)                                   | 21 października 1794 | 23 października 1798 | Turek                                 |
| Kör Yusuf Ziyaüddin Pasza (pierwszy raz)                          | 23 października 1798 | 24 czerwca 1805      | Turek                                 |
| Bostancıbaşı Hafız İsmail Pasza                                   | 24 września 1805     | 13 października 1806 | Turek                                 |
| Keçiboynuzu İbrahim Hilmi Pasza                                   | 13 października 1806 | 3 czerwca 1807       | Turek                                 |
| Çelebi Mustafa Pasza                                              | 3 czerwca 1807       | 29 lipca 1808        | Turek                                 |
| Alemdar Mustafa Pasza, znany także jako (Bayrakdar Mustafa Pasza) | 29 lipca 1808        | 15 listopada 1808    | Turek                                 |
| Çavuşbaşı Memiş Pasza                                             | 16 listopada 1808    | Grudzień, 1808       | Albańczyk                             |
| Çarhacı Ali Pasza                                                 | Grudzień, 1808       | Marzec, 1809         | Turek                                 |
| Kör Yusuf Ziyaüddin Pasza (drugi raz)                             | Marzec, 1809         | Luty, 1811           | Turek                                 |
| Laz Ahmed Pasza                                                   | Luty, 1811           | Lipiec, 1812         | Lazyjczyk                             |
| Hurşid Ahmed Pasza                                                | Lipiec, 1812         | 30 marca 1815        | Turek                                 |
| Mehmed Emin Rauf Pasza (pierwszy raz)                             | 30 marca 1815        | 6 stycznia 1818      | Turek                                 |
| Burdurlu Dervish Mehmed Pasza                                     | 6 stycznia 1818      | 5 stycznia 1820      | Turek                                 |
| Seyyid Ali Pasza                                                  | 5 stycznia 1820      | 21 kwietnia 1821     | Turek                                 |
| Benderli Ali Pasza                                                | 30 kwietnia 1821     | 21 kwietnia 1821     | Turek                                 |
| Hacı Salih Pasza                                                  | 30 kwietnia 1821     | 11 listopada 1822    | Turek                                 |
| Deli Abdullah Pasza                                               | 11 listopada 1822    | 4 marca 1823         | Turek                                 |
| Turnacızade Silahdar Ali Pasza                                    | 4 marca 1823         | Grudzień, 1823       | Turek                                 |
| Mehmed Said Galip Pasza                                           | Grudzień, 1823       | 15 września 1824     | Turek                                 |
| Benderli Mehmed Selim Sırrı Pasza                                 | 15 września 1824     | 26 października 1828 | Turek z Mołdawii                      |
| Darendeli Topal İzzet Mehmed Pasza (pierwszy raz)                 | 26 października 1828 | Styczeń, 1829        | Turek                                 |
| Reşid Mehmed Pasza                                                | Styczeń, 1829        | 17 lutego 1833       | Turek                                 |
| Mehmed Emin Rauf Pasza (drugi raz)                                | 17 lutego 1833       | 8 lipca 1839         | Turek                                 |
| Koca Mehmed Hüsrev Pasza                                          | 8 lipca 1839         | 29 maja 1841         | Turek                                 |
| Mehmed Emin Rauf Pasza (trzeci raz)                               | 29 maja 1841         | 7 października 1841  | Turek                                 |
| Darendeli Topal İzzet Mehmed Pasza (drugi raz)                    | 7 października 1841  | 3 września 1842      | Turek                                 |
| Mehmed Emin Rauf Pasza (czwarty raz)                              | 3 września 1842      | 31 lipca 1846        | Turek                                 |
| Koca Mustafa Reşid Pasza (pierwszy raz)                           | 31 lipca 1846        | 28 kwietnia 1848     | Turek                                 |
| İbrahim Sarim Pasza                                               | 28 kwietnia 1848     | 13 sierpnia 1848     | Turek                                 |
| Koca Mustafa Reşid Pasza (drugi raz)                              | 13 sierpnia 1848     | 27 stycznia 1852     | Turek                                 |
| Mehmed Emin Rauf Pasza (piąty raz)                                | 27 stycznia 1852     | 7 marca 1852         | Turek                                 |
| Koca Mustafa Reşit Pasza (trzeci raz)                             | 7 marca 1852         | 7 sierpnia 1852      | Turek                                 |
| Mehmed Emin Aali Pasza (pierwszy raz)                             | 7 sierpnia 1852      | 4 października 1852  | Turek                                 |
| Damat Mehmed Ali Pasza                                            | 4 października 1852  | 14 maja 1853         | Hamszenianin                          |
| Giritli Mustafa Naili Pasza (pierwszy raz)                        | 14 maja 1853         | 30 maja 1854         | Albańczyk egipskiego pochodzenia      |
| Kıbrıslı Mehmed Emin Pasza (pierwszy raz)                         | 30 maja 1854         | 24 listopada 1854    | Turek z Cypru                         |
| Koca Mustafa Reşid Pasza (czwarty raz)                            | 24 listopada 1854    | 4 maja 1855          | Turek                                 |
| Mehmed Emin Aali Pasza (drugi raz)                                | 4 maja 1855          | 1 grudnia 1856       | Turek                                 |
| Koca Mustafa Reşid Pasza (piąty raz)                              | 1 grudnia 1856       | 2 sierpnia 1857      | Turek                                 |
| Giritli Mustafa Naili Pasza (drugi raz)                           | 2 sierpnia 1857      | 23 października 1857 | Albańczyk                             |
| Koca Mustafa Reşid Pasza (szósty raz)                             | 23 października 1857 | 7 stycznia 1858      | Turek                                 |
| Mehmed Emin Aali Pasza (trzeci raz)                               | 11 stycznia 1858     | 8 października 1859  | Turek                                 |
| Kıbrıslı Mehmed Emin Pasza (drugi raz)                            | 8 października 1859  | 24 grudnia 1859      | Turek z Cypru                         |
| Mütercim Mehmed Rüşdi Pasza (pierwszy raz)                        | 24 grudnia 1859      | 27 maja 1860         | Turek                                 |
| Kıbrıslı Mehmed Emin Pasza (trzeci raz)                           | 27 maja 1860         | 6 sierpnia 1861      | Turek z Cypru                         |
| Mehmed Emin Aali Pasza (czwarty raz)                              | 6 sierpnia 1861      | 22 listopada 1861    | Turek                                 |
| Keçecizade Mehmed Fuad Pasza (pierwszy raz)                       | 22 listopada 1861    | 6 stycznia 1863      | Turek                                 |
| Yusuf Kamil Pasza                                                 | 6 stycznia 1863      | 3 czerwca 1863       | Turek                                 |
| Keçecizade Mehmed Fuad Pasza (drugi raz)                          | 3 czerwca 1863       | 5 czerwca 1866       | Turek                                 |
| Mütercim Mehmed Rüşdi Pasza (drugi raz)                           | 5 czerwca 1866       | 11 lutego 1867       | Turek                                 |
| Mehmed Emin Aali Pasza (piąty raz)                                | 11 lutego 1867       | 7 września 1871      | Turek                                 |
| Mahmud Nedim Pasza (pierwszy raz)                                 | Wrzesień, 1871       | 31 lipca 1872        | Turek                                 |
| Mithat Pasza (pierwszy raz)                                       | 31 lipca 1872        | 19 października 1872 | Turek                                 |
| Mütercim Mehmed Rüşdi Pasza (trzeci raz)                          | Październik, 1872    | Luty, 1873           | Turek                                 |
| Sakızlı Ahmed Esat Pasza (pierwszy raz)                           | 15 lutego 1873       | Maj, 1873            | Turek z Chios                         |
| Şirvanlı Mehmed Rüşdi Pasza                                       | Maj, 1873            | 14 lutego 1874       | Turek lub Kurd                        |
| Hüseyin Avni Pasza                                                | 14 lutego 1874       | 25 kwietnia 1875     | Turek                                 |
| Sakızlı Ahmed Esat Pasza (drugi raz)                              | Kwiecień, 1875       | Sierpień, 1875       | Turek z Chios                         |
| Mahmud Nedim Pasza (drugi raz)                                    | 21 sierpnia 1875     | 13 kwietnia 1876     | Turek                                 |
| Mütercim Mehmed Rüşdi Pasza (czwarty raz)                         | Kwiecień, 1876       | 19 grudnia 1876      | Turek                                 |
| Mithat Pasza (drugi raz)                                          | 19 grudnia 1876      | 5 lutego 1877        | Turek                                 |
| Ibrahim Edhem Pasza                                               | 5 lutego 1877        | 11 stycznia 1878     | Grek                                  |
| Ahmed Hamdi Pasza                                                 | 11 stycznia 1878     | 4 lutego 1878        | Turek                                 |
| Ahmed Vefik Pasza                                                 | 4 lutego 1878        | 18 kwietnia 1878     | Turek                                 |
| Mehmed Sadık Pasza                                                | 18 kwietnia 1878     | Maj, 1878            | Turek                                 |
| Mütercim Mehmed Rüşdi Pasza (piąty raz)                           | Maj, 1878            | Czerwiec, 1878       | Turek                                 |
| Mehmed Esad Saffet Pasza                                          | Maj, 1878            | Październik, 1878    | Turek                                 |
| Tunuslu Hayreddin Pasza                                           | Październik, 1878    | 28 lipca 1879        | Tunezyjczyk                           |
| Ahmed Arifi Pasza                                                 | 28 lipca 1879        | Września, 1879       | Turek                                 |
| Küçük Mehmed Said Pasza (pierwszy raz)                            | 18 października 1879 | 9 czerwca 1880       | Turek                                 |
| Cenani Mehmed Kadri Pasza                                         | 9 czerwca 1880       | 12 września 1880     | Turek                                 |
| Küçük Mehmed Said Pasza (drugi raz)                               | 12 września 1880     | 2 maja 1882          | Turek                                 |
| Abdurrahman Nureddin Pasza                                        | 2 maja 1882          | 12 lipca 1882        | Turek                                 |
| Küçük Mehmed Said Pasza (trzeci raz)                              | 12 lipca 1882        | 30 listopada 1882    | Turek                                 |
| Ahmed Vefik Pasza (drugi raz)                                     | 1 grudnia 1882       | 3 grudnia 1882       | Turek                                 |
| Küçük Mehmed Said Pasza (czwarty raz)                             | 3 grudnia 1882       | 24 września 1885     | Turek                                 |
| Kıbrıslı Mehmed Kamil Pasza (pierwszy raz)                        | Wrzesień, 1885       | Wrzesień, 1891       | Turek z Cypru                         |
| Ahmed Cevat Şakir Pasza                                           | Wrzesień, 1891       | Czerwiec, 1895       | Turek                                 |
| Küçük Mehmed Said Pasza (piąty raz)                               | 9 czerwca 1895       | 3 października 1895  | Turek                                 |
| Kıbrıslı Mehmed Kamil Pasza (drugi raz)                           | Październik, 1895    | Listopad, 1895       | Turek z Cypru                         |
| Halil Rıfat Pasza                                                 | Listopad, 1895       | 9 listopada 1901     | Turek                                 |
| Küçük Mehmed Said Pasza (szósty raz)                              | 13 listopada 1901    | 15 stycznia 1903     | Turek                                 |
| Avlonyalı Mehmed Ferid Pasza                                      | 15 stycznia 1903     | Lipiec 1908          | Albańczyk                             |
| Küçük Mehmed Said Pasza (siódmy raz)                              | 22 lipca 1908        | 6 sierpnia 1908      | Turek                                 |
| Kıbrıslı Mehmed Kamil Pasza (trzeci raz)                          | Sierpień 1908        | Luty 1909            | Turek z Cypru                         |
| Ahmed Tevfik Pasza (pierwszy raz)                                 | 31 marca 1909        | Maj 1909             | Turek                                 |
| Hüseyin Hilmi Pasza                                               | Maj 1909             | Styczeń 1910         | Turek                                 |
| İbrahim Hakkı Pasza                                               | 12 stycznia 1910     | 29 września 1911     | Turek                                 |
| Küçük Mehmed Said Pasza (ósmy raz)                                | 4 października 1911  | 17 lipca 1912        | Turek                                 |
| Gazi Ahmed Muhtar Pasza                                           | 22 lipca 1912        | 29 października 1912 | Turek                                 |
| Kıbrıslı Mehmed Kamil Pasza (czwarty raz)                         | Październik, 1912    | 23 stycznia 1913     | Turek z Cypru                         |
| Mahmud Şevket Pasza                                               | 23 stycznia 1913     | 11 czerwca 1913      | Turek                                 |
| Said Halim Pasza                                                  | 12 czerwca 1913      | 3 lutego 1917        | Egipcjanin albańskiego pochodzenia    |
| Mehmed Talat Pasza                                                | 4 lutego 1917        | 8 października 1918  | Turek                                 |
| Ahmed İzzet Pasza                                                 | 14 października 1918 | 8 listopada 1918     | Turek                                 |
| Ahmed Tevfik Pasza (drugi raz)                                    | 11 listopada 1918    | 10 marca 1919        | Turek                                 |
| Damad Ferid Pasza (pierwszy raz)                                  | 10 marca 1919        | 4 października 1919  | Czarnogórzec                          |
| Ali Rıza Pasza                                                    | 6 października 1919  | 2 marca 1920         | Turek                                 |
| Hulusi Salih Pasza                                                | 8 marca 1920         | 2 kwietnia 1920      | Turek                                 |
| Damad Ferid Pasza (drugi raz)                                     | 5 kwietnia 1920      | 18 października 1920 | Czarnogórzec                          |
| Ahmed Tevfik Pasza (trzeci raz)                                   | 21 października 1920 | 17 listopada 1922    | Turek                                 |